# Frido von Blume
Friedrich Gottlieb Frido Blume, seit 1892 Ritter von Blume, (* 26. März 1832 in Würzburg; † 22. Mai 1907 in München) war ein bayerischer Generalleutnant.

## Leben
Blume war der Sohn eines Stabsarztes. Nach Absolvierung des Kadettenkorps wurde er am 25. August 1850 als Junker dem 1. Artillerie-Regiment der Bayerischen Armee überwiesen. 1851 als Unterleutnant in das 2. Artillerie-Regiment versetzt, folgte 1859 seine Versetzung zur Ouvrierskompanie. Im gleichen Jahr wurde Blume unter Beförderung zum Oberleutnant in das 2. Artillerie-Regiment rückversetzt. Hier stieg er in der Folgezeit zum Bataillons- und Regimentsadjutanten auf. Seit 18. Juni 1866 Hauptmann, war Blume während des Krieges gegen Preußen im gleichen Jahr als Kompaniechef bei der Besatzung der Festung Marienberg.
Im Deutsch-Französischen Krieg 1870/71 war er Chef der 6. Batterie. Blume nahm an den Gefechten bei Weißenburg, Marsal, Sedan sowie der Belagerung von Paris teil und wurde für sein Verhalten mit dem Eisernen Kreuz II. Klasse sowie dem Ritterkreuz II. Klasse des Militärverdienstordens mit Schwertern geehrt.
Am 17. Juli 1874 zum Major befördert und als Kommandeur des I. Bataillons in das 2. Fußartillerie-Regiment versetzt, nahm Blume in den kommenden Jahren mehrfach an verschiedenen Belagerungsübungen der Preußischen Armee teil. 1878 wurde er Oberstleutnant. Ab 2. März 1881 fungierte Blume als Kommandeur des 1. Fußartillerie-Regiments „Bothmer“. Nach fünfjähriger Tätigkeit gab er das Kommando ab, wurde Kommandeur der Fußartillerie-Brigade und in dieser Funktion am 11. Mai 1888 zum Generalmajor befördert. Mit der Umbildung der Brigade und Schaffung einer Inspektion der Fußartillerie wurde Blume zum 1. April 1889 erster Inspekteur. Am 1. Januar 1892 würdigte Prinzregent Luitpold seine langjährigen Verdienste durch die Verleihung des Ritterkreuzes des Ordens der Bayerischen Krone. Mit der Verleihung war die Erhebung in den persönlichen Adelstand verbunden und er durfte sich nach der Eintragung in die Adelsmatrikel „Ritter von Blume“ nennen.
Am 12. Mai 1892 zum Generalleutnant befördert, wurde Blume mit diesem Datum zur Disposition gestellt. Er war Inhaber des Komturkreuzes des Militärverdienstordens, des Ritterkreuzes I. Klasse des Ordens vom Heiligen Michael sowie des Sterns zum preußischen Kronenorden II. Klasse.